# Sīāh Şūfīān
Sīāh Şūfīān är en ort i Iran.   Den ligger i provinsen Gilan, i den nordvästra delen av landet, 240 km nordväst om huvudstaden Teheran. Antalet invånare är 534.
Terrängen runt Sīāh Şūfīān är mycket platt, och sluttar norrut. Runt Sīāh Şūfīān är det tätbefolkat, med 636 invånare per kvadratkilometer. Närmaste större samhälle är Rasht, 11,7 km väster om Sīāh Şūfīān. Trakten runt Sīāh Şūfīān består till största delen av jordbruksmark.